# 李周一
李周一（韓語：이주일，1918年11月14日—2002年1月28日），韓國軍人及政治人物。與朴正熙、金鍾泌、張都暎等一同領導了五一六軍事政變，歷任軍事革命委員會委員、國家再建最高會議第二任副議長、監查院院長。本貫公州李氏。

## 經歷
1918年11月14日出生於朝鮮咸鏡北道。畢業於光明中学、滿洲國陸軍軍官學校預科（第1期），因成績優秀與朴林恆、崔昌彥等留學日本陸軍士官學校。陸軍士官學校畢業後成爲滿洲國軍軍官，二戰結束時官至中尉。終戰後，與申鉉俊和朴正熙至中國北平加入韓國光復軍，任光復軍第三支隊平津大隊第一中隊長。
1948年12月，於韓國陸軍士官學校畢業（特別第7期），任大尉。
1949年，因朴正熙的關係成爲南朝鮮勞動黨黨員，被懷疑與麗水-順天事件有關而被捕。
1950年7月，任陸軍第二軍團作戰部長。
1950年12月10日，任第28聯隊長（大領）。1952年10月參加白馬高地戰役。
1953年，陸軍大學畢業。
1954年，任第12師團長。
1956年，國防大學院畢業。
1959年6月，任第二軍參謀長。第二軍的副司令官是朴正熙，1961年5月李周一與其共同發動了五一六軍事政變。
政變後歷任軍事革命委員會委員、國家再建最高會議最高委員、國家再建最高會議人事小委員、不正貯蓄處理委員會委員長。
1961年，歷任國家再建最高會議常任委員、財政委員長、副議長。
1962年1月晉升爲中將。3月，任奧林匹克委員會委員長兼大韓体育會會長。
1963年5月，任同志會副會長。12月，被編入預備役。
1964年，任監查院院長。